# Piazza dei Ciompi
Piazza dei Ciompi è una piazza nel centro storico di Firenze, in una zona a circa 300 metri a nord della basilica di Santa Croce. Si accede alla piazza da via Pietrapiana, borgo Allegri, via Michelangelo Buonarroti e via Martiri del Popolo.

## Storia
Dedicata ai protagonisti del Tumulto dei Ciompi, con i quali non ha niente a che fare (si pensa solo che i frati della vicina Santa Croce dettero loro ospitalità in più di una occasione), questa semplice piazzetta fu invece aperta solo negli anni trenta del Novecento, quando si procedette a demolire alcuni isolati di Santa Croce per un rinnovo urbanistico. Sospesi i lavori durante la guerra, la piazza fu infine rinominata nel 1948, tra i lati superstiti di via Pietrapiana, Borgo Allegri e via Michelangelo Buonarroti. L'intervento di 'risanamento' (che originariamente doveva essere di diradamento e che poi si trasformerà in un'opera di demolizione indiscriminata) fu avviato nel 1936 ad interessare il quadrilatero delimitato dalle vie dell'Agnolo, Giuseppe Verdi, Pietrapiana e borgo Allegri, mentre l'opera di ricostruzione, nel nostro caso a interessare i lati ovest e sud della piazza così determinatasi, ebbe tempi oltremodo lunghi per l'interruzione dei lavori dovuta alle urgenze della seconda guerra mondiale. 
La piazza prese carattere solo negli anni 1950, quando vi fu ricostruita la loggia del Pesce (1955), un'architettura di Giorgio Vasari già in Mercato Vecchio della quale esistevano alcuni frammenti salvati e conservati nel lapidario del Museo di San Marco. Questa loggia era stata edificata nel Cinquecento quando i pesciaioli vennero fatti traslocare da vicino al Ponte Vecchio (nell'odiena piazza del Pesce, appunto), a causa dei non gradevoli effluvi e della sporcizia, soprattutto nel momento in cui il granduca scelse il ponte per far passare il Corridoio vasariano. I lavori di rimontaggio vennero eseguiti da Giulio Cesare Lensi Orlandi Cardini.
Poco dopo, negli anni 1960 venne inoltre creato un mercatino delle pulci fisso, ospitato nelle bancarelle in muratura coperte, site al centro della piazza e organizzate su quattro file attorno ad uno spazio centrale, segnato da un alto pino. Questo angolo di Firenze, sebbene decaduto negli anni, conservò a lungo un autentico sapore rionale.
Nell'agosto 2006 un incendio notturno danneggiò seriamente alcune bancarelle, rendendo urgente un trasloco, che comunque era già in previsione. Il mercatino, composto da 27 operatori in attività giornaliera, venne spostato in largo Annigoni all'inizio del 2016, al fine di agevolare la bonifica dell'amianto posto a copertura dei banchi fin dagli anni sessanta.
Avviato nel 2017 un intervento di riqualificazione (molto criticato da un comitato di cittadini costituitosi per l'occasione), nel 2018 si pervenne all'attuale configurazione dello spazio. e alla decisione che quello che doveva essere uno spostamento provvisorio del mercatino in piazza Pietro Annigoni si trasformasse in definitivo. Parallelamente i lavori di scavo permisero di evidenziare nell'area reperti archeologici di epoca moderna, tardo medievale, rinascimentale e romana, e in particolare di portare in luce il tessuto costituito dalle fondazioni degli edifici demoliti nel 1936.

## Descrizione
Lo spazio al centro della piazza è attualmente caratterizzato da un'area verde recintata (chiusa durante la notte), con al centro il pino che già segnava il cuore del mercatino. Ai bordi sono aiuole e al limitare dodici alberi di aranci amari con lampioni di foggia ottocentesca. La pavimentazione è in pietra forte tipo Alberese. I cordoli esterni lungo la piazza sono stati realizzati in granito mentre per i cordoli interni è stata utilizzata la stessa pietra forte alberese. I marciapiedi di Borgo Allegri sono stati realizzati sempre in pietra forte Alberese, rifinita con rigatura a spina e cordoli in granito. Sostituita e riqualificata anche la pavimentazione tra via Martiri del Popolo e via Michelangelo Buonarroti. 
Molti degli esercizi commerciali posti ai lati della piazza (in ragione della precedente presenza del Mercatino delle Pulci) operano nel settore del piccolo antiquariato. Negli spazi non occupati dalle aiuole, sono periodicamente ospitate manifestazioni e fiere.
Secondo l'attuale stradario storico amministrativo del Comune di Firenze, le denominazioni di via Michelangelo Buonarroti e di borgo Allegri valgono ancora per i rispettivi tratti che seguono lateralmente la piazza.

### Edifici
| Immagine | N°    | Nome                       | Descrizione |
| -------- | ----- | -------------------------- | --- |
|          | s.n.  | Loggia del Pesce           | La loggia ripropone le forme che già furono proprie di quella per la vendita del pesce, originariamente posta sul lato occidentale del Mercato Vecchio (cioè nell'area poi distrutta dove ora è piazza della Repubblica), eretta da Giorgio Vasari tra l'agosto del 1568 e il settembre del 1569. Nel 1699 questa antica loggia fu accresciuta di un'arcata per ogni lato per volere di Cosimo III e a spese del Magistrato della Grascia, che soprintendeva alla vendita dei generi alimentari a Firenze. Nel 1899, durante i lavori di demolizione della zona, si cercò di recuperare le parti meglio conservate della struttura, in previsione di una sua ricostruzione, parti che, grazie a Guido Carocci, furono depositate presso il Museo di San Marco. La ricostruzione fu attuata solo nel 1955 nell'attuale piazza dei Ciompi, per iniziativa del Comitato per l'estetica cittadina, sotto la direzione dell'ingegnere Giulio Cesare Lensi Orlandi Cardini, grazie a un finanziamento della Cassa di Risparmio di Firenze e nell'ambito di un progetto nel quale si ipotizzava di riposizionare qui anche la colonna dell'Abbondanza. |
|          | 1-2-3 | Casamento                  | Si tratta di un edificio modesto a quattro piani, posto sull'angolo tra la piazza e via Pietrapiana, con interassi disuguali a indicare con ogni probabilità il suo definirsi a seguito della riunificazione di più case a schiera. Sul lato che guarda alla piazza dei Ciompi è un tabernacolo che conserva una pittura murale raffigurante l'Annunciazione |
|          | 11    | Casa di Lorenzo Ghiberti   | La palazzina, per quanto denunci in alcuni elementi in pietra serena le antiche origini, si presenta fortemente rimaneggiata e senza particolari pregi architettonici. Tuttavia si segnala tra le 'case della memoria' per essere stata abitazione di Lorenzo Ghiberti, come dichiara una vistosa lapide recentemente rinnovata posta sull'architrave della porta d'ingresso. Mantenutasi nella proprietà della famiglia dell'artista con Vittorio Ghiberti, pervenne successivamente a Pagolo di Niccolò Rovai, che la possedeva nel 1553 e ancora nel 1561. |
|          | 13    | Casa Vannini               | "Si crede che la bottega di Cimabue si trovasse nella casa Vannini ora sulla piazza dei Ciompi": così il repertorio di Bargellini e Guarnieri (1977) nell'indicare questo edificio. La facciata, nonostante le trasformazioni subite nel tempo, ha carattere antico e si presenta organizzata su tre piani per quattro assi, al terreno il portone con cornice in pietra affiancato da due ampie finestre, il piano superiore di particolare altezza con finestre ugualmente e inusitatamente ampie. Alcuni spazi interni presentano pitture murali. Per quanto riguarda l'identificazione con la casa e bottega di Cimabue è da segnalare una targa in marmo sul lato sinistro del fronte che recita "Di Cenni di Pepe detto Cimabue questa fu la bottega", ed è peraltro tramandato dalle fonti che in effetti il grande artista avesse in questo tratto, quando era parte di borgo Allegri, il proprio laboratorio (nella tradizione ulteriormente venerato in quanto qui si sarebbe formato Giotto di Bondone). Tuttavia le demolizioni avviate nel 1936, finalizzate al risanamento del quartiere e alla creazione della piazza, comportando le demolizioni degli edifici che sorgevano sul lato sinistro dell'antica borga Allegri, hanno creato non poche difficoltà nell'individuare l'effettiva ubicazione del luogo, che presumibilmente si trovava proprio nel lato distrutto del tracciato. Le memorie ottocentesche indicano la bottega dove era, nella numerazione preunitaria, il civico 7242, segnato da una lapide celebrativa. In questa casa, peraltro, era un affresco raffigurante San Cristoforo con sulle spalle Gesù Bambino, che al tempo si riteneva di mano dello stesso Cimabue, staccato nel 1853 e poi migrato nella collezione del marchese Giampietro Campana. Sulla facciata in basso si nota la cornice in pietra serena di quella che potrebbe essere stata una buchetta del vino. |
|          | 27    | Casamento                  | Si tratta di un esteso casamento che determina buona parte dell'isolato compreso tra la piazza dei Ciompi (dove è l'ingresso agli appartamenti), via Pietrapiana e via Martiri del Popolo, costruito a seguito dell'intervento di 'risanamento' del quartiere di Santa Croce che, avviato nel 1936 con l'abbattimento delle vecchie case che qui insistevano, interessò l'area compresa tra via Giuseppe Verdi, via Pietrapiana, borgo Allegri e via dell'Agnolo, determinando, tra l'altro, la piazza dei Ciompi. Per quanto sia noto come, a seguito dello scoppiare del secondo conflitto mondiale, le opere di ricostruzione non avessero nell'immediato seguito, l'edificio presenta significative tangenze con una ipotesi di sistemazione della piazza dovuta ad Aurelio Cetica (si veda il disegno conservato presso l'Archivio storico del Comune di Firenze, datato a circa il 1940), e comunque bene si presta ad essere inserito nell'ambito dell'edilizia corrente di quegli anni. |
|          | s.n.  | Centro didattico nazionale | Sul lato sud della piazza si affaccia il giardino Caroli, area verde di lato al Centro didattico nazionale, insediato nel quattrocentesco palazzo Gerini. Alla metà dell'Ottocento il palazzo era destinato agli uffici della Delegazione di Santa Croce e, successivamente, fu sede del locale Commissariato di Pubblica Sicurezza e di una caserma di Carabinieri. Nel 1938, a seguito dell'intervento di risanamento al quartiere e della nuova sistemazione di piazza dei Ciompi, l'edificio fu sottoposto ad un restauro integrale promosso dal Comune e diretto dall'architetto Ezio Zalaffi (capo dell'Ufficio delle Belle Arti) con la collaborazione di Edoardo Detti, Giorgio Giuseppe Gori e Leonardo Ricci. Gli arredi interni furono invece disegnati da Giovanni Michelucci. Il tutto per rendere il palazzo funzionale quale sede del Centro Didattico Nazionale, inaugurato nel 1941 e tuttora ospitato nei suoi ambienti con la denominazione di Istituto Nazionale di Documentazione per l'Innovazione e la Ricerca Educativa (INDIRE). |
|          | 18    | Palazzo Pascolutti Giani   | Sul lato Nord-Est della Piazza si trova il Palazzo Pascolutti-Giani. L'edificio, sviluppato per quattro piani e organizzato su sei assi, presenta caratteri che rimandano a modelli cinquecenteschi, con un'ampia facciata che attualmente guarda alla loggia del Pesce di piazza dei Ciompi. Molto probabilmente fu sede dell'Accademia dei Risoluti, promotori del teatro chiamato poi col nome dell'Alfieri: lo testimonierebbe, tra l'altro, il cavallo sagomato sul cancello dell'androne, in riferimento agli accademici che avevano come impresa un cavallo sfrenato. La facciata principale appare nei termini di una corretta e alquanto fredda ricostruzione in stile neorinascimentale. Sul retro si apre un ampio piazzale di pertinenza con un cancello su cui si trova l'impresa dell'Accademia col cavallo accompagnata dal motto: "Valoroso destrier passa e non cura". Il complesso è stato interessato da un cantiere di restauro e di adeguamento a funzioni ricettive tra il 1997 e il 2005. |

### Lapidi
Nel cortile del civico 11, in quella che fu la casa di Lorenzo Ghiberti "delle Porte" (del battistero), si trova una targa che ricorda come il 5 giugno 1762 il "Miracolo di Sant'Ambrogio" si fermò in questa casa. Infatti in tale occasione la tradizionale processione che andava per via Ghibellina fu interrotta da un violento nubifragio. Il clero che portava la preziosa reliquia del miracolo fu così ospitato per circa una mezz'ora in questo palazzo e il proprietario volle ricordare così questa insolita quanto prestigiosa visita. Sulla facciata della casa si legge invece:
| DI LORENZO GHIBERTI DELLE PORTE QUESTA FU LA CASA |

Nell'atrio si trova anche un'iscrizione del 1762 che ricorda come, nel giugno di quell'anno, avessero qui trovato riparo i partecipanti alla processione del Santissimo Miracolo di Sant'Ambrogio, colti da "un temporale assai strano". Recita:
| MEMORIA PRESA DA ME FRANCESCO BOCCHI PROPRIETARIO DI QUESTA CASA COME IL DI 5. GUIGNIO 1768 PER UN' TEMPORALE ASSAI STRANO TROVANDOSI LA PROCESSIONE DEL' SS.MO MIRACOLO DI SANTO AMBROGIO IN VIA GHIBELLINA TORNÒ INDIETRO E PER ABBREVIAR' LA STRADA PASSÒ DI VIA BORGO ALLEGRI ED EBBE RICOVERO IN QUESTA MIA CASA PER MEZZ'ORA E POSÒ IN QUESTO LUOGO |

Al 13 si vede una lapide, ricollocata nel 2015:
| DI CENNI DI PEPE, DETTO CIMABUE, QUESTA FU LA BOTTEGA |

La targa sulla Loggia del Pesce riporta invece:
| FORVM • PISCARIVM • Q • VSQVE • ADHVC TEMPORIBVS • QVADRAGESIMALIBVS • AD PONTEM • VETEREM • FREQVENTABATVR NVNC • ILLS • ET • ECCS • MAGNVS • COSMVS MED • FLOR • ET • SENAR • DVX • II • ET • FRANCISCVS • EIVS • FILIVS • PRINCEPS • OPT • VT • HIC • CONTINVO • PISCES • VENDANTVR MVLTO • MAIORI • SVMPTV • AC • MAGNIFICENTIA QVAM • ANTEA • ILLIC • EXTRVCTVM • FVERAT ÆDIFICANDVM • CVRARVNT • M D L X V I I I |

La traduzione è: "Il mercato del pesce che fino ad ora si teneva, nei tempi di quaresima, presso il Ponte Vecchio, ora l'illustrissimo ed eccellentissimo Cosimo de' Medici, secondo Granduca di Firenze e di Siena, e suo figlio Francesco, ottimo principe, lo fecero costruire con assai maggiore spesa e magnificenza di quella con cui era stato edificato prima, affinché il pesce da ora in poi sia venduto qui. 1568".

### Tabernacoli

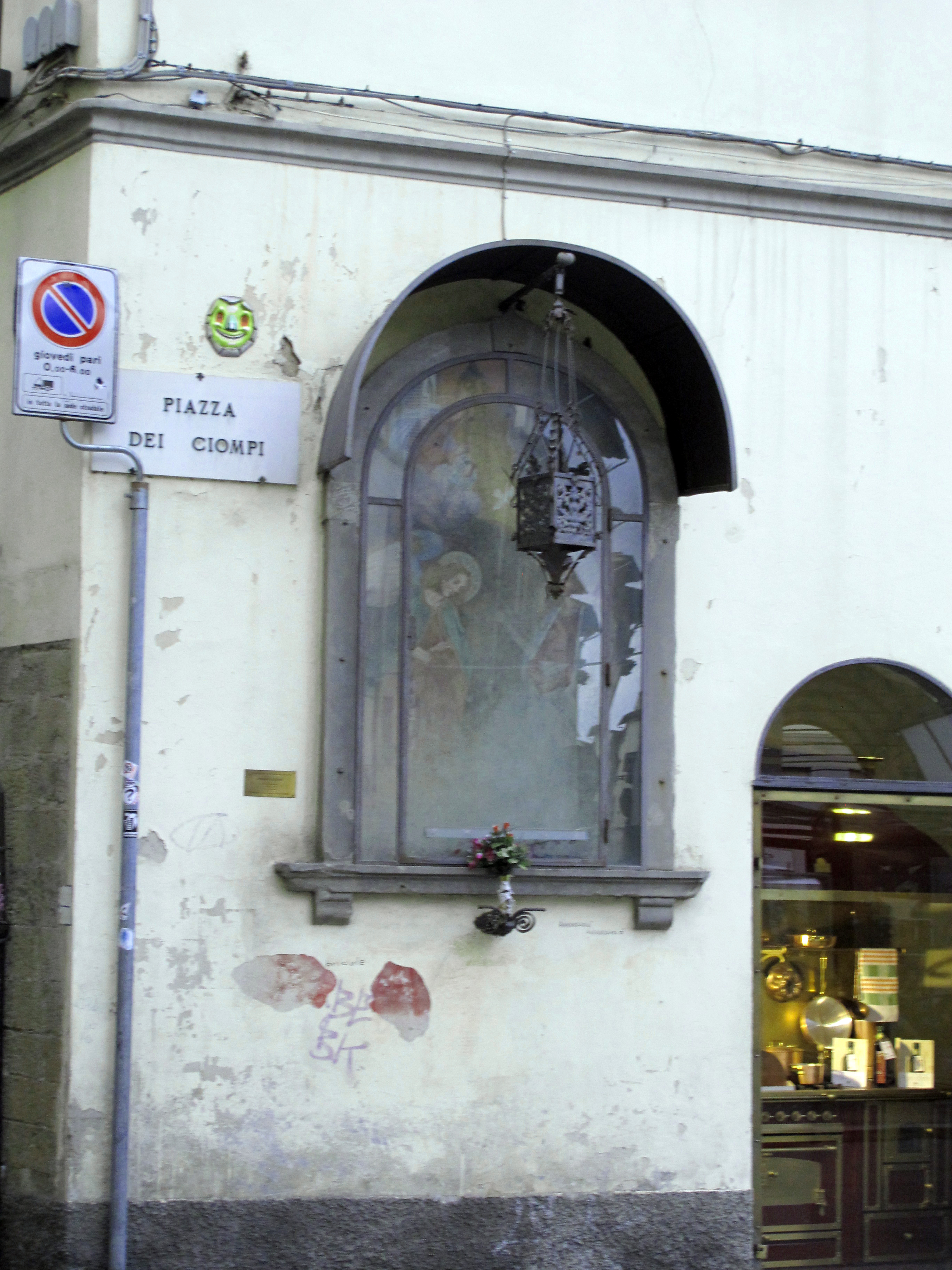
Il tabernacolo

Sul lato che guarda alla piazza dei Ciompi presso l'angolo est con via Pietrapiana è un tabernacolo che conserva una pittura murale raffigurante l'Annunciazione, di un ignoto pittore fiorentino della fine del Cinquecento, in origine collocato in borgo Allegri, in quel tratto fra via Pietrapiana e via dell'Agnolo demolito in occasione del 'risanamento' del quartiere di Santa Croce (1936) e della creazione della piazza. Danneggiato a seguito dell'alluvione del 1966  (il repertorio di Bargellini e Guarnieri lo segnala nel 1977 in uno stato di grave abbandono) è stato restaurato nel 2006 da Lidia Cinelli per le cure della Banca Toscana.